# Deutscher Bauernverband
Der Deutsche Bauernverband (DBV) ist die größte landwirtschaftliche Berufsvertretung und der einflussreichste Interessenverband der Landwirtschaft in der Bundesrepublik Deutschland. Er ist die Dachorganisation der 18 Landesbauernverbände, die sich in Niedersachsen „Landvolk“ und in Nordrhein-Westfalen und Bremen „Landwirtschaftsverband“ nennen. Der Deutsche Bauernverband ist in politischen Gremien in Berlin und Brüssel wie auch in den vor- und nachgelagerten wirtschaftlichen Bereichen und Verbänden, etwa der Agrar- und Ernährungs- sowie Finanzwirtschaft vertreten. Er ist Gastverband im Gemeinschaftsausschuss der Deutschen Gewerblichen Wirtschaft.
Nach Angaben des DBV sind 90 Prozent der rund 300.000 landwirtschaftlichen Betriebe über die Landesverbände Mitglied im DBV.

## Geschichte

### Bis zum Ersten Weltkrieg
Während sich in den ersten beiden Dritteln des 19. Jahrhunderts organisierte Strukturen innerhalb der Interessenvertretung der Industrie und – auf Basis der Zünfte – des Handwerks bildeten, entwickelten sich Zusammenschlüsse der Landwirte nur langsam. Obwohl die Landwirte zu der Zeit den wichtigsten, und über die staatlichen Domänen in Teilen im öffentlichen Besitz befindlichen Wirtschaftszweig bildeten, war eine gemeinsame Interessenvertretung der Landwirte durch die unterschiedlichen Organisationsstrukturen, Agrarverfassungen und der wirtschaftlichen Größenverhältnisse der Betriebe und daraus resultierender verschiedener Lebensumstände erschwert. Auch die Mentalität der Landwirte und die Abhängigkeit vom grundbesitzenden Adel sowie der Kirche erschwerten den Einzug von Innovationen und Risikobereitschaft in den Berufsstand der Landwirte. Die sich beginnend mit der Thüringischen Ökonomischen Gesellschaft zu Weißensee in den folgenden Jahrzehnten an vielen Orten bildenden Ökonomischen Gesellschaften waren Zusammenschlüsse der privilegierten Schicht der adligen Großgrundbesitzer, die dort gemeinsam mit Wissenschaftlern und Verwaltungsbeamten organisiert waren. Praktische Landwirte waren darin nicht vertreten.
Nach der Bauernbefreiung begann eine neue Welle der Organisation der Landwirte mit den sich bildenden landwirtschaftlichen Vereinen. Beginnend 1810 mit dem Landwirtschaftlichen Verein für Bayern gründeten sich diese in den folgenden Jahrzehnten in den meisten deutschen Ländern an verschiedenen Orten.
| Jahr | Anzahl |
| ---- | ------ |
| 1820 | 15     |
| 1830 | 45     |
| 1841 | 176    |
| 1860 | 541    |
| 1870 | 865    |

Die Vereine entstanden nur mit staatlicher Mitwirkung sowie finanzieller Unterstützung, wobei der Organisationsgrad der Landwirte mit insgesamt 40.000 Mitgliedern in den 1850er Jahren gering blieb. Sie waren meist eng verflochten mit staatlichen Agrarverwaltungen. Ab der Mitte des Jahrhunderts wurde dieser Zusammenschluss weiter verstärkt und die Vereine hatten als „institutsnalisiertem berufsständischem Zusammenschluss“ ähnliche Funktionen wie die Handwerkskammern. Im Unterschied zu den Ökonomischen Gesellschaften bildeten sich die Vereine aber auch abseits der Residenz- und Verwaltungsstädte. Ihnen gehörten Domänenverwalter und Staatsbeamte weiterhin meist in führender Position an, daneben gab es als führende Mitglieder aber örtliche Honoratioren wie Pfarrer und Lehrer sowie den niederen Adel. Im 19. Jahrhundert traten auch immer mehr praktische Landwirte ein, auch wenn dies meist nur die Besitzer größerer Betriebe waren. Das Ziel der Vereine war der Erfahrungsaustausch in produktionstechnischen Neuerungen. Dies war staatlicherseits so gewünscht, um die Interessenunterschiede zwischen Adel und Bauernschaft nicht sichtbar zu machen. In letzter Konsequenz begründete das Vereinswesen von Staat und Landwirtschaft sowie den Führungsanspruch der Bürokratie im landwirtschaftlichen Modernisierungsprozess.
Ab 1837 bildete sich schon vor der Deutschen Revolution eine Bauernvereinsbewegung. Ausgehend vom Kongreß von Abgeordneten deutscher landwirtschaftlicher Vereine im November 1848 in Frankfurt versuchte diese auch auf nationaler Ebene politisch Einfluss zu nehmen. Gleichzeitig bildeten sich Vereine der Großgrundbesitzer, welche für den Erhalt der Feudalrechte kämpften. Die freien Bauernvereine unterschieden sich stark von den bisherigen landwirtschaftlichen Vereinen. Geleitet wurden sie nicht von Beamten, sondern von meist mittleren bis größeren Bauern. In ihnen entwickelten sich mit den politischen Forderungen nach einer endgültigen Abschaffung der alten Agrarverfassung erstmals Ansätze einer modernen Interessenvertretung. Erfolgreich wurde die Bewegung besonders durch den 1862 von Burghard von Schorlemer-Alst gegründeten Westfälischen Bauernverein. Dieser galt besonders in den katholischen Gebieten in West- und Süddeutschland als Vorbild. Mitglieder waren dann auch hauptsächlich katholische Mittel- und Großbauern, während Pächter, Kleinbauern und evangelische Christen in den Vereinen unterrepräsentiert blieben. Eines der wichtigsten Anliegen der Vereine war die christliche Gesellschaftspolitik.
Im Deutschen Kaiserreich bildeten sich drei verschiedene Entwicklungsstufen in der Erfassung, Formulierung und Vertretung agrarischer Interessen. Bis zum letzten Jahrzehnt des 19. Jahrhunderts hatte sich ein gut entwickeltes landwirtschaftliches Vereinswesen und die mitgliederstarke Bauernvereinsbewegung entwickelt, die aber beide keine politische Interessenvertretung wahrnehmen konnten. Dadurch bedingt, dass Otto von Bismarck nicht nur beispielsweise bei seiner Schutzzollpolitik agrarische Interessen immer mit berücksichtigte, trat erst unter seinem Nachfolger Leo von Caprivi durch dessen Politikwechsel in der Handelspolitik mit der Erleichterung ausländischer Agrarimporte eine Krise mit sinkenden Erlösen für die Landwirtschaft ein. In der Folge gründete sich 1893 der Bund der Landwirte. Laut Hans-Peter Ullmann war er der Typ einer Pressure Group, wie es sie vorher im Kaiserreich noch nicht gegeben hatte.
- Landwirtschaftliche Vereine: In Preußen gab es 1895 2175 landwirtschaftlichen Vereine mit fast 220.000 Mitgliedern. Dies entsprach trotzdem nur einem geringen Anteil der in der Landwirtschaft Tätigen und geleitet wurden sie hauptsächlich von staatlichen Bediensteten. Trotz dieser personellen Verflechtung blieben sie freie Zusammenschlüsse und es wurden ihnen keine hoheitlichen Aufgaben übertragen. Dafür wurden die Landwirtschaftskammern gegründet. Diese waren einerseits Organe der mittelbaren Staatsverwaltung und Agrarförderung und sollten andererseits landwirtschaftliche Interessen gegenüber der Bürokratie vertreten. Sie verdrängten die Landwirtschaftlichen Zentralvereine, während es auf lokaler Ebene eine intensive Zusammenarbeit zwischen Kammern und Vereinen gab, die im Kaiserreich eine „geräuschlose Agrarpolitik“ gewährleistete.[4]

| Jahr | Anzahl  |
| ---- | ------- |
| 1893 | 85.000  |
| 1901 | 200.000 |
| 1907 | 350.000 |

- Bauernvereine: Die meisten Bauernvereine (außer dem Westfälischen 1862 und dem Bayerischen 1898) waren während des Kulturkampfes gegründet worden. Trotz einer beeindruckenden Entwicklung der Mitgliederzahl blieben sie lange politisch bedeutungslos. Dazu trug bei, dass es lange keinen überörtlichen Zusammenschluss gab. Der 1900 von 17 Vereinen gegründeten „Vereinigung der christlichen deutschen Bauernvereine“ traten bis 1906 zehn weitere Vereine bei. Der Dachverband blieb ohne eigenen Präsidenten und ohne feste Geschäftsstelle. Vom Selbstverständnis blieben die Vereine eher unpolitisch, da die Nähe zur Zentrumspartei aufgrund deren heterogener Zusammensetzung diese nie zu einer agrarischen Vertretung werden ließen, und die christliche Bildungsarbeit blieb wesentlicher Bestandteil der Vereinsarbeit. Wesentliches leisteten die Vereine dabei für den Aufbau des landwirtschaftlichen Genossenschaftswesens.[5]
- Bund der Landwirte (BdL): Der Bund entwickelte sich schnell zu einer mitgliederstarken Vereinigung mit einer schlagkräftigen Verwaltung. Er unterhielt regional Verkaufs- und Einkaufsgenossenschaften und gab mehrere Zeitungen und Zeitschriften heraus. Er organisierte Propaganda- und Protestveranstaltungen. Sein Ziel war es, den bisherigen Einfluss der Landwirtschaft im Staat zu bewahren und den durch die Industrialisierung absehbaren politischen und wirtschaftlichen Bedeutungsverlust der Landwirtschaft aufzuhalten. Es gelang dem Bund erfolgreich, im sich wandelnden Parteienspektrum im ersten Jahrzehnt des 20. Jahrhunderts weg von Honoratiorenparteien hin zu Massenparteien Abgeordnete für sich zu organisieren. 1908 waren 243 von 442 Abgeordneten im Preußischen Landtag dem BdL verpflichtet. Mit dem Zolltarif der Regierung Bülow, der den handelspolitischen Kurswechsel unter Caprivi revidierte, gelang ihm sein größter politischer Erfolg zur Weichenstellung für „agrarische Politik im Industriestaat“. Da diese protektionistische Politik allen Bauern – unabhängig von der Größe des Betriebs – zugutekam, stärkte sie den Verband auch nach innen.[6]

### Weimarer Republik und Zeit des Nationalsozialismus
Schon seit Beginn des Ersten Weltkriegs war die Bedeutung der Landwirtschaft und ihrer Organisationen in der politischen Wahrnehmung immer mehr hinter der Bedeutung der Industrie, der Rüstungsindustrie sowie deren Verbände zurückgeblieben. Gleichzeitig wurde den Wünschen der Verbraucher höhere Priorität eingeräumt als denen der Erzeuger. Die Novemberrevolution änderte zwar nichts an den Eigentumsverhältnissen und der Sozialstruktur auf dem Land, durch die Abschaffung der Monarchie schwand allerdings der Einfluss der ostelbischen Großagrarier und die gesamte Politik und Verwaltung stand den Wünschen aus den Reihen der landwirtschaftlichen Verbände weniger aufgeschlossen gegenüber. Der BdL befand sich zu der Zeit in einer Krise und die Interessenvertretung blieb zersplittert. Die Parlamentarisierung mit verstärktem Einfluss der Sozialdemokraten und auch der Gewerkschaften trug weiter zum Bedeutungsverlust landwirtschaftlicher Interessen hinter derer der Verbraucher bei und führte dazu, dass landwirtschaftliche Verbände auf einen strikten Konfrontationskurs gegenüber dem Weimarer System gingen.
Der 1917 gegründete „Kriegsausschuss der deutschen Landwirtschaft“, später umbenannt in Reichsausschuss unter Beteiligung aller landwirtschaftlichen Verbände und Organisationen blieb auf dem Status einer lockeren Koordinationsstelle und wurde nie zu einem Kristallisationspunkt hin zu einem gesamtheitlichen Spitzenverband.
Der Reichslandbund, bedeutendster Interessenverband der deutschen Landwirtschaft in der Weimarer Republik, wurde im nationalsozialistischen Deutschland, gemeinsam mit anderen Bauernvereinigungen, im Reichsnährstand „gleichgeschaltet“. Bei der Arisierung jüdischen Vermögens in der Land- und Forstwirtschaft wirkten insbesondere die Kreisbauernschaften aktiv mit und beanspruchten eine maßgebliche Rolle bei der Bewerberauswahl. Insbesondere NSDAP-Mitgliedern wurde dabei der Vorzug gegeben, die zudem auch den Kaufpreis radikal drückten. Der Reichsnährstand überdauerte die deutsche Niederlage 1945 und wurde, um die Versorgungslage nicht zusätzlich zu verschlechtern, bis 1948 fortgeführt.

## Geschichte ab der Gründung 1948

Altes Logo bis 2018

Am 17. August 1948 wurde der Deutsche Bauernverband als Dachverband und berufsständische Vertretung der Land- und Forstwirtschaft gegründet. Als erster Präsident wurde Andreas Hermes gewählt, der das Amt bis 1954 innehatte. 2005 zog der Verband in das von August 2003 bis Mai 2005 erbaute Haus der Land- und Ernährungswirtschaft in Berlin. Am 22. September 2023 feierte der Verband sein 75. Jubiläum in Berlin mit einer Festrede des deutschen Bundeskanzlers Olaf Scholz und Landwirtschaftsministern der vergangenen Legislaturperioden.

## Organisation
Der Deutsche Bauernverband hat die Rechtsform eines eingetragenen Vereins mit Sitz im Haus der Land- und Ernährungswirtschaft in Berlin. Die Andreas-Hermes-Akademie, zuvor im Bonner Ortsteil Röttgen, ist aus dem ehemaligen Tagungshaus in ein Bürogebäude in Bad Godesberg gezogen. Ein weiteres Büro befindet sich in Brüssel. Der Deutsche Bauernverband hat drei Organe: die Mitgliederversammlung, das Präsidium und den Präsidenten. Seine Jugend- und Nachwuchsorganisation ist der „Bund der Deutschen Landjugend“.
Es gibt im Deutschen Bauernverband keine individuelle Mitgliedschaft. Er ist ein Verband der Verbände; neben den Landesbauernverbänden gibt es eine Vielzahl assoziierter Mitglieder.
Die einzelnen Landwirte wiederum sind in den Landesbauernverbänden organisiert. Diese erreichen einen sehr hohen Organisationsgrad (im Durchschnitt über 80 Prozent aller rund 370.000 landwirtschaftlichen Betriebe). Der Aufbau der Landesbauernverbände ist basisdemokratisch, indem die Wahlen auf Ortsebene beginnen und über Bezirks- und Kreisebene bis zur Landesebene führen, auf der nur gewählt werden kann, wer auf den vorhergehenden Ebenen ein Wahlamt bekleidet. Besonders über die Kreisgeschäftsstellen bietet der Bauernverband seinen Mitgliedern ein Dienstleistungsangebot, welches für kleinere Landwirte attraktiv ist, zum Beispiel Beratungen in Fragen der Sozialversicherung sowie bei Steuerangelegenheiten und Rechtsproblemen.

### Präsident

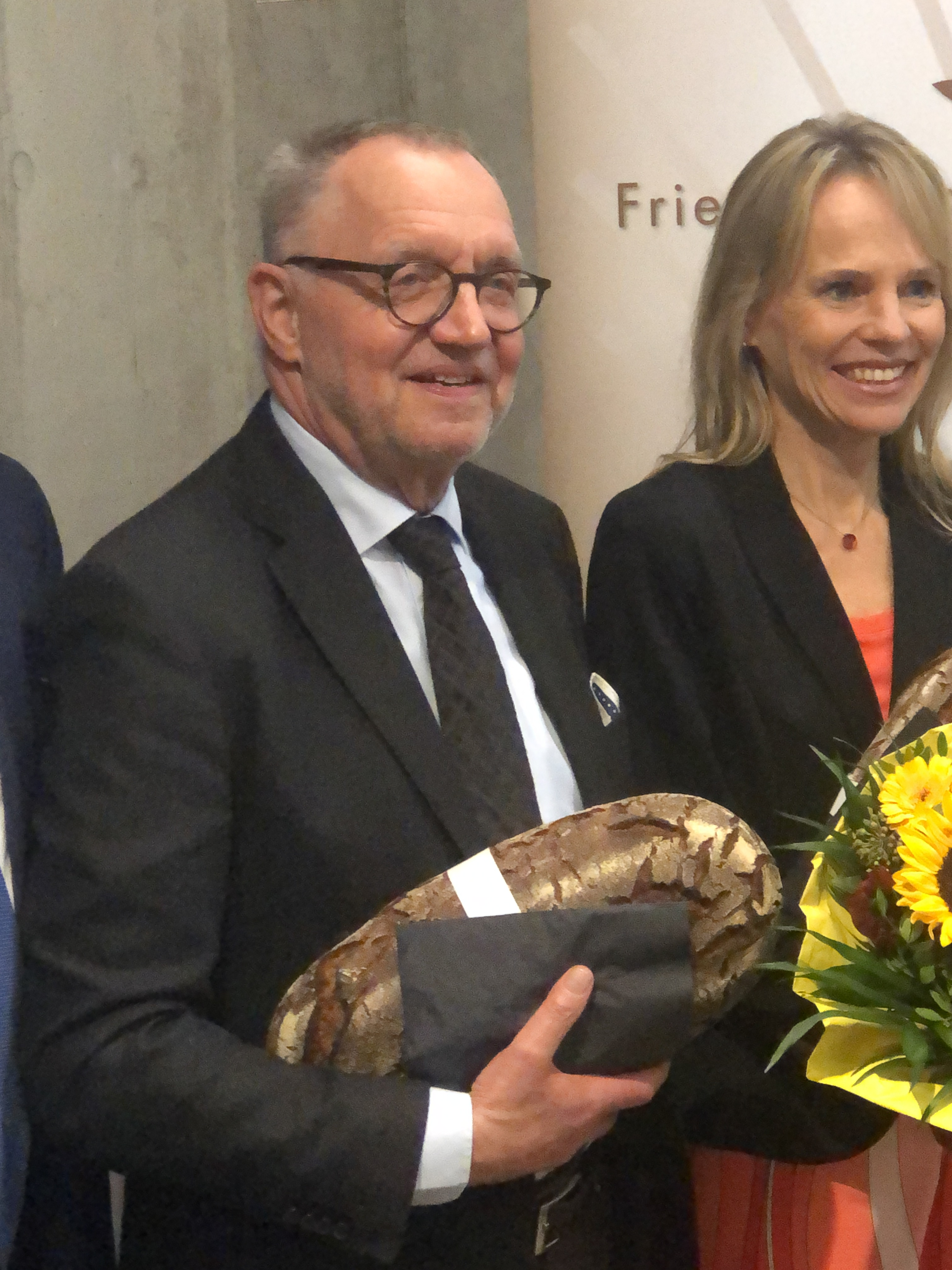
Ehrenpräsident Sonnleitner, 2019

An der Spitze des Deutschen Bauernverbands steht der Präsident. Seit 1946 (zwischen 1946 und 1948 als Vorsitzender der Arbeitsgemeinschaft der Deutschen Bauernverbände) hatten folgende Personen dieses Amt inne:
| 1946–1954 | Andreas Hermes |
| 1954–1959 | ein dreiköpfiges geschäftsführendes Präsidentenkollegium: - Edmund Rehwinkel - Fridolin Rothermel, seit 1957: Otto Freiherr von Feury - Bernhard Bauknecht |
| 1959–1969 | Edmund Rehwinkel |
| 1969–1997 | Constantin Heereman von Zuydtwyck (seit 1997 Ehrenpräsident)                                                                                               |
| 1997–2012 | Gerd Sonnleitner (seit 2012 Ehrenpräsident) |
| seit 2012 | Joachim Rukwied |

Der Präsident des Bauernverbands Joachim Rukwied bewirtschaftet 290 Hektar.
Vizepräsidenten des Deutschen Bauernverbandes waren seit 1946:
| 1991–1996 | Ernst Geprägs, in Vertretung Friedrich Wilhelm Schnitzler |
|           | Norbert Schindler                                         |
| 2006–2016 | Udo Folgart                                               |
| 2012–2022 | Werner Schwarz                                            |
| seit 2006 | Werner Hilse                                              |
| seit 2015 | Walter Heidl                                              |
|           | Wolfgang Vogel                                            |
| seit 2018 | Karsten Schmal                                            |
| seit 2022 | Holger Hennies                                            |

Von den Vizepräsidenten bewirtschaften: Ernst Geprägs rund 40 Hektar, Friedrich Wilhelm Schnitzler 30 Hektar, Werner Hilse rund 300 Hektar, Werner Schwarz 400 Hektar, Norbert Schindler 316 Hektar und Udo Folgart 932 Hektar.

### Generalsekretär
Generalsekretäre waren ab 1947 (zwischen 1947 und 1948 als Hauptgeschäftsführer der Arbeitsgemeinschaft der Deutschen Bauernverbände):
| 1947–1966 | Johannes Hummel   |
| 1966–1975 | Heinz Möws        |
| 1976–1991 | Rudolf Schnieders |
| 1991–2013 | Helmut Born       |
| Seit 2013 | Bernhard Krüsken  |

Im Dezember 2024 wurde Stefanie Sabet per 1. September 2025 zur ersten Generalsekretärin ernannt.

## Kritik

### Unzureichende Vertretung von Milchbetrieben
Dem Bauernverband war es weit über 50 Jahre gelungen, als alleinige Berufsvertretung der Landwirtschaft zu fungieren. Daneben bestanden nur wenige kleinere Verbände, wie beispielsweise die Arbeitsgemeinschaft bäuerliche Landwirtschaft (AbL), die bäuerlich wirtschaftende und ökologische Betriebe vertraten. Der Bundesverband Deutscher Milchviehhalter (BDM) hatte nach eigenen Angaben im Jahr 2008 etwa 34.000 Mitglieder, im Jahr 2014 sind diese Zahlen um mehr als ein Drittel gesunken. Der Hauptkritikpunkt des BDM ist, dass der Bauernverband die Milchviehbetriebe ungenügend vertrete und diese deshalb keine kostendeckenden Milchpreise erzielen könnten. Im Nachgang des Milchstreiks kam es aus dieser Kritik heraus zu öffentlichen Kündigungen der Mitgliedschaft in den dem DBV jeweils nachgeordneten Kreisbauernverbänden.

### Umstrukturierungsprozess der ostdeutschen Landwirtschaft
Im Zuge der Wiedervereinigung Deutschlands entstanden aus der SED-nahen Vereinigung der gegenseitigen Bauernhilfe (VdgB) die neuen Landesbauernverbände. Sie wurden in den Deutschen Bauernverband aufgenommen. Daneben entwickelten sich private, freie Bauernverbände. Sie schlossen sich 1992 im Deutschen Landbund zusammen. Nachdem dieser durch interne Differenzen zerfallen war, gründete die Mehrzahl der privaten Verbände im Juni 1999 den Deutschen Bauernbund. Er setzt sich nach eigenen Angaben für Chancengleichheit und soziale Gerechtigkeit beim Umstrukturierungsprozess der ostdeutschen Landwirtschaft ein und lehnt eine weitere Industrialisierung der Landwirtschaft ab. Aus dem Bauernbund Brandenburg entstanden 2020 die Freien Bauern als neue deutschlandweite Berufsorganisation der bäuerlichen Familienbetriebe.

### Interessenvertretung der industriellen Landwirtschaft
Von den Organisatoren der Demonstration „Wir haben es satt!“, welche eine Agrarwende fordert, wird dem Bauernverband eine falsche Ausrichtung vorgeworfen. In einer 2019 veröffentlichten Studie, welche von der Universität Bremen im Auftrag des Naturschutzbund Deutschland verfasst wurde, sind insgesamt 560 Verbindungen und mehrere Netzwerk-Knotenpunkte in Berlin und Brüssel festgestellt worden. Damit konnte der Bauernverband die Handlungsmöglichkeiten der industriellen Landwirtschaft insgesamt stärken.

### Exportorientierung und Folgen
In einem Kommentar kritisiert die Süddeutsche Zeitung den Bauernverband dafür, eine exportorientierte Landwirtschaft in Deutschland zu fördern und damit für eine Überproduktion und Dumpingpreise zu sorgen. Der Bauernverband sei „vor allem“ schuld an der Misere seiner Mitglieder und habe diese mit seiner „Wachstumsstrategie geradewegs in die Krise manövriert“.

### Interessenvermischung
Romuald Schaber, Vorsitzender des Bundesverbands Deutscher Milchviehhalter kritisiert, dass der Bauernverband von Anfang an nicht als Interessenvertretung der Landwirte, sondern als Einheitsverband zur Sicherstellung der Ernährung nach dem Zweiten Weltkrieg gegründet worden sei. Die nicht nur gemeinsamen Interessen von Milchindustrieverband, Lohnunternehmern und Saatguterzeugern seien dabei nicht nur gebündelt, sondern auch vermischt worden. Es sei im Laufe der Jahre ein „Filz“ entstanden, der sich durch Ämterhäufung verfestigt habe. Funktionären, die im Aufsichtsrat von Molkereien sitzen, spricht Schaber es ab, gleichzeitig für Milcherzeuger eintreten zu können. Zudem kritisierte er (als Allgäuer) die einseitige politische Ausrichtung an die CSU.
Der Spiegel kritisierte den engen Schulterschluss zwischen DBV und den Bundeslandwirtschaftsministern, die von 2005 bis 2017 von der CSU gestellt wurden. Der Verband verfüge über „ein krankhaft verzweigtes Netzwerk, dessen Tentakeln bis in die wichtigen Ebenen und Machtzentren reichen“. Die damalige Landwirtschaftsministerin Ilse Aigner habe einem Abgeordneten gesagt: „Ich tue alles, was der Bauernverband will“.
Kritik kommt insbesondere von Seiten verschiedener Umweltverbände. So wurden mit Gerd Sonnleitner (Preisträger 2001) und Joachim Rukwied (Preisträger 2017) bereits zwei Präsidenten des Deutschen Bauernverbandes mit dem Umwelt-Negativpreis Dinosaurier des Jahres des Naturschutzbund Deutschland ausgezeichnet.

### Interessenkonflikte und mangelnde Transparenz
Der Bauernverband wurde 2021 für seine Intransparenz und mögliche Interessenkonflikte kritisiert. So vertrete er möglicherweise nicht nur die Interessen von Kleinbauern, sondern von Großunternehmen. Nach Recherchen von Monitor wurde bspw. Verbandspräsident Rukwied über seine Tätigkeit als Bauernpräsident hinaus als Mitglied verschiedener Aufsichtsräte mit insgesamt mindestens 168.000 Euro vergütet, davon 60.000 Euro allein von der Südzucker AG, über 48.000 Euro von der BayWa AG. Da diese Unternehmen hohe Gewinne mit der Landwirtschaft erzielen wollen, ergäben sich hieraus Interessenkonflikte. Der Bauernverband bezeichnete die Angaben zu Rukwieds Vergütungen als unzutreffend, ließ dabei aber offen, ob sich dies auf die Angaben der Firmen bezog oder ob es zusätzliche Einkünfte von Rukwied gab.

### Monopolstellung und innerverbandliche Konflikte
Trotz des starken Wandels im landwirtschaftlichen Sektor konnte der Deutsche Bauernverband seine Stellung bewahren und auch oppositionelle Bewegungen konnten nichts an seiner Vormachtstellung ändern. Bedingt ist diese Stabilität durch die Angst vieler Landwirte vor weiteren Rufschädigungen und Statusverlusten, jedoch nicht durch innerverbandliche Einheit. Hier dominieren hauptsächlich die Interessen der wirtschaftlich starken Großbetriebe, Interessenkonflikte werden unterdrückt. Laut einer forsa-Umfrage von 2019 im Auftrag des NABU fühlten sich 56 Prozent der Landwirte schlecht oder eher schlecht durch die DBV-Politik vertreten.

## Mitglieder
Ordentliche Mitglieder sind 18 Landesbauernverbände. Rund 90 Prozent der knapp 300.000 Landwirte in Deutschland sind freiwillig je nach Verbandsstruktur des Landesverbandes entweder direkt Mitglied in einem Landesbauernverband oder in einem rechtlich selbständigen Kreisbauernverband, der dann seinerseits einem Landesbauernverband angehört. (In Klammern Anzahl Mitglieder ca.)
- Badischer Landwirtschaftlicher Hauptverband e. V. (Baden-Württemberg) (Mitgliederstand 2021 – 16.000)
- Landesbauernverband in Baden-Württemberg e. V. (Mitgliederstand 2021 – 33.000)
- Bayerischer Bauernverband KdöR (Mitgliederstand 2021 – 140.000)
- Landesbauernverband Brandenburg e. V.
- Bremischer Landwirtschaftsverband e. V.
- Bauernverband Hamburg e. V.
- Hessischer Bauernverband e. V.
- Bauernverband Mecklenburg-Vorpommern e. V.
- Landvolk Niedersachsen – Landesbauernverband e. V.
- Rheinischer Landwirtschafts-Verband e. V. (Nordrhein-Westfalen)
- Westfälisch-Lippischer Landwirtschaftsverband e. V. (Nordrhein-Westfalen)
- Bauern- und Winzerverband Rheinland-Pfalz Süd e. V.
- Bauern- und Winzerverband Rheinland-Nassau e. V. (Rheinland-Pfalz)
- Bauernverband Saar e. V.
- Sächsischer Landesbauernverband e. V.
- Bauernverband Sachsen-Anhalt e. V.
- Bauernverband Schleswig-Holstein e. V.
- Thüringer Bauernverband e. V.

Zu den Landesbauernverbänden als ordentliche Mitglieder des Deutschen Bauernverbandes kommen der Bund der Deutschen Landjugend, der Deutsche Raiffeisenverband und der Bundesverband der ehemaligen landwirtschaftlichen Fachschulabsolventen hinzu. Erheblich größer ist die Zahl der assoziierten Mitglieder:
- Arbeitsgemeinschaft der Grundbesitzerverbände e. V.
- Arbeitsgemeinschaft Deutscher Rübenbauernverbände e. V.
- Arbeitsgemeinschaft Deutscher Tierzüchter e. V.
- Arbeitsgemeinschaft Deutscher Waldbesitzerverbände e. V.
- Bundesverband Galloway-Züchter e. V.
- Bundesverband Kartoffelbrenner e. V.
- Arbeitsgemeinschaft zur Förderung des Qualitätsgerstenanbaues im Bundesgebiet e. V.
- Bund deutscher Baumschulen
- Bundesverband BioEnergie e. V.
- Bundesverband der Kälbermäster e. V.
- Bundesverband der Maschinenringe e. V.
- Bundesverband der privaten Milchwirtschaft e. V.
- Bundesverband der Stärkekartoffelerzeuger e. V.
- Bauernverband der Vertriebenen e. V.
- Bundesverband Deutscher Kornbrenner e. V.
- Bundesverband Deutscher Pflanzenzüchter e. V.
- Bundesverband Deutscher Saatguterzeuger e. V.
- Bundesverband Deutscher Tabakpflanzer e. V.
- Bundesverband Deutscher Ziegenzüchter e. V.
- Bundesverband für landwirtschaftliche Wildhaltung e. V.
- Bundesverband landwirtschaftlicher Pächter e. V.
- Bundesverband Lohnunternehmen e. V.
- Deutsche Landwirtschafts-Gesellschaft (DLG)
- Deutsche Reiterliche Vereinigung e. V. (FN)
- Deutscher Berufs- und Erwerbsimkerbund e. V.
- Deutscher Fischerei-Verband e. V.
- Deutscher Imkerbund e. V.
- Deutscher Landfrauenverband e. V.
- Deutscher Weinbauverband e. V.
- Deutsches Milchkontor GmbH (DMK)
- Gesamtverband der deutschen Land- und Forstwirtschaftlichen Arbeitgeberverbände e. V.
- Hauptverband der Landwirtschaftlichen Buchstellen und Sachverständigen e. V. (HLBS)
- Landesverband Gartenbau und Landwirtschaft e. V.
- Messe Berlin GmbH
- Milchindustrie-Verband e. V.
- Orden Deutscher Falkoniere (O.D.F.)
- Raiffeisen- und Volksbankenversicherungen
- Verband der Deutschen Binnenfischerei e. V.
- Verband der Deutschen Landwirtschaftskammern
- Verband Deutscher Hopfenpflanzer e. V.
- Verband Deutscher Stutenmilcherzeuger e. V.
- Vereinigte Hagelversicherung VVaG
- Vereinigung Deutscher Schafzuchtverbände e. V.
- Zentralverband der Deutschen Geflügelwirtschaft e. V.
- Zentralverband Deutscher Rasse-Kaninchenzüchter e. V.
- Zentralverband Deutscher Milchwirtschaftler e. V.
- Zentralverband Gartenbau e. V.

Diese der Landwirtschaft nahestehenden Verbände haben bei Delegiertenversammlungen auf Bundesebene ebenfalls Stimmrecht.
Der Deutsche Bauernverband selbst ist Mitglied im Netzwerk Europäische Bewegung. Über seine Mitgliedschaft in COPA, der Arbeitsgemeinschaft der Bauernverbände in der EU, vertritt der DBV die deutschen bäuerlichen Interessen gegenüber den Institutionen der Europäischen Union. Die COPA sieht sich selbst als die Spitzenorganisation der gesamten Landwirtschaft.